# Sumerta
Sumerta is een bestuurslaag in het regentschap Denpasar van de provincie Bali, Indonesië. Sumerta telt 10.210 inwoners (volkstelling 2010).